# الأخنس السلمي
الصحابي الأخنس السلمي ، وقيل: اسمه ثور السلميّ ، وقيل: اسمه الأخنس بن يزيد ، يكنى أبا أُمامة ،هو جد معن بن يزيد ،اسم أبيه حبيب وقيل خباب ذكره الطبري وابن السكن وابْنُ حِبَّانَ في الصّحابة وغيرهما .

## بيعته للنبي
بايع النبي ﷺ هو وابنه وحفيده، وصحب الثلاثة النبي ﷺ ،فقد وروى البُخَارِيُّ من طريق أبي الجويرية عن معْن بن يزيد، قال: 
| الأخنس السلمي | بايعتُ النبي ﷺ أنا وأبي وجدي | الأخنس السلمي |

 ، وقال ابن سعد في وفد بني سليم «والأخنس بن يزيد»

## غزوة بدر
روى البغوي في ترجمة مَعْن أن معن بن يزيد بن الأخنس السلمي شهد هو وأبوه وجدّه بدْرًا. قال: «ولا نعلم أحدًا شهد هو وابنه وابن ابنه مسلمين إلا الأخنس.» وقال أبو عمر: «لا أعرفهم في البدريين، وإنما هم فيمن بايع رسول الله ﷺ».